# Col Buchanan
Pour les articles homonymes, voir Buchanan.
Œuvres principales
- Série Farlander

Col Buchanan, né le 1973 à Lisburn en Irlande du Nord, est un écrivain britannique de fantasy.

## Œuvres

### SérieFarlander
1. Farlander, Bragelonne, 2011 ((en) Farlander, 2010)
2. Entre chien et loup, Bragelonne, 2012 ((en) Stands a Shadow, 2011)
3. Le Rêve noir, Bragelonne, 2015 ((en) The Black Dream, 2015)